# Hidetoshi Nishijima
Hidetoshi Nishijima (西島 秀俊 Nishijima Hidetoshi?, nacido el 29 de marzo de 1971) es un actor y modelo japonés.

## Carrera
Nishijima hizo su debut en la serie dramática de televisión detectivesca contemporánea Hagure Keiji Junjōha en 1992.  
En 1993, ganó reconocimiento público por su interpretación de un personaje gay en la serie de televisión Asunaro Hakusho, que coprotagonizó con Takuya Kimura. En 1994 como modelo publicó revista semidesnudo de la edición japonesa de Playgirl de noviembre de 1994 como  Hombre del Mes sacado por la fotógrafa Naoko Yamamoto  Actuó en una película por primera vez en License to Live de Kiyoshi Kurosawa de 1998, coprotagonizada con Kōji Yakusho. Volvió a llamar la atención al ser seleccionado por Takeshi Kitano para el papel principal en Dolls en 2002.
Recibió el premio al mejor actor de reparto en el 30.º Festival de Cine de Yokohama en 2009 por Kyūka, Tōnan Kadobeya Nikai no Onna, Oka o Koete. En la película Cut de 2011 de Amir Naderi , interpretó un papel principal, que Chris Cabin de Slant Magazine describió como «el cinéfilo más convincentemente pretencioso y frustrado que jamás haya sido retratado en una película.»  Su actuación en la película fue elogiada por Dan Fainaru de Screen International como «dolorosamente memorable».
También interpretó el papel de Kiro Honjo en la película animada de 2013 de Hayao Miyazaki Kaze Tachinu como actor de voz. En 2017, se convirtió en el primer japonés en ser designado como modelo para Made-to-Measure de Giorgio Armani. Fue nominado al premio al mejor actor de reparto en los Premios de la Academia Japonesa en el 2019 por su actuación en Samurai's Promise.
También ha aparecido en películas como Canary de Akihiko Shiota, Loft de Kiyoshi Kurosawa, y Drive My Car de Ryūsuke Hamaguchi.
En la página 23 de la edición japonesa de Revista Playgirl de noviembre de 1994 salió semidesnudo modelo Hidetoshi Nishijima Fotografía de Naoko Yamamoto el Tercer japonés han sacado en La selva después de Hikaru Kurosaki Hombre del mes  de Mayo de 1986 Tetsuo Kurata Hombre del mes de septiembre de 1988 en la página 29 de Revista Playgirl

## Filmografía

### Cine
| Año  | Título                              | Papel                   | Notas           | Ref.   |
| ---- | ----------------------------------- | ----------------------- | --------------- | ------ |
| 1994 | Ghost Pub                           | Koichi                  |                 |        |
| 1995 | Marks no Yama                       | Mori                    |                 |        |
| 1995 | Kura                                | Ryota Takeda            |                 |        |
| 1997 | 2/Duo                               | Kei                     |                 |        |
| 1998 | License to Live                     | Yutaka                  | Papel principal |        |
| 2000 | Love/Juice                          | Sakamoto                |                 |        |
| 2001 | Sekai no Owari to Iu Na no Zakkaten |                         | Papel principal |        |
| 2002 | Dolls                               | Matsumoto               |                 |        |
| 2002 | Tokyo.sora                          |                         |                 |        |
| 2002 | Last Scene                          |                         | Papel principal |        |
| 2004 | Casshern                            | Teniente coronel Kamijo |                 |        |
| 2004 | Tony Takitani                       | Narrador (voz)          |                 |        |
| 2004 | The Cat Leaves Home                 |                         |                 |        |
| 2004 | Kikyo                               |                         |                 |        |
| 2004 | Angel in the Box                    |                         |                 |        |
| 2005 | House of Himiko                     | Hosokawa                |                 |        |
| 2005 | Sayonara Midori-chan                |                         |                 |        |
| 2005 | Su-ki-da                            | Yosuke                  |                 |        |
| 2005 | Loft                                | Koichi Kijima           |                 |        |
| 2005 | Canary                              |                         |                 |        |
| 2006 | Oh! Oku                             | Shingoro Ikushima       |                 |        |
| 2007 | Freesia: Bullet Over Tears          | Toshio Iwasaki          |                 |        |
| 2007 | Pacchigi! Love & Peace              |                         |                 |        |
| 2007 | Shindo                              |                         |                 |        |
| 2008 | Tokyo Rendezvous                    | Takashi Nogami          | Papel principal | [ 12 ] |
| 2008 | Vacation                            | Shin'ichi Kaneda        |                 | [ 12 ] |
| 2008 | Over the Hilltop                    | Ma Hae-song             |                 | [ 12 ] |
| 2009 | Kanikōsen                           | Asakawa                 |                 |        |
| 2009 | Zero Focus                          |                         |                 |        |
| 2010 | Sayonara Itsuka                     | Yutaka                  | Papel principal |        |
| 2011 | Cut                                 | Shuji                   | Papel principal |        |
| 2012 | Seiji: Riku no Sakana               | Seiji                   | Papel principal |        |
| 2013 | Strawberry Night                    | Kazuo Kikuta            |                 |        |
| 2013 | Memories Corner                     | Okabe                   |                 |        |
| 2013 | Kaze Tachinu                        | Kiro Honjo (voz)        |                 |        |
| 2014 | Genome Hazard                       | Taketo Ishigami         | Papel principal |        |
| 2015 | Mozu                                |                         | Papel principal |        |
| 2015 | Nōnai Poison Berry                  | Yoshida                 |                 |        |
| 2016 | Creepy                              | Takakura                | Papel principal |        |
| 2016 | While the Women Are Sleeping        | Kenji                   |                 |        |
| 2017 | The Last Recipe                     | Yamagata                |                 |        |
| 2018 | Samurai's Promise                   | Uneme Sakakibara        |                 |        |
| 2018 | The House Where the Mermaid Sleeps  | Kazumasa Harima         |                 |        |
| 2018 | Oz Land                             | Yoshihiko Ozuka         |                 |        |
| 2018 | Penguin Highway                     | Padre de Aoyama (voz)   |                 |        |
| 2019 | Ninkyō Gakuen                       |                         | Papel principal |        |
| 2019 | Aircraft Carrier Ibuki              | Ryōta Akitsu            | Papel principal |        |
| 2020 | Voices in the Wind                  | Morio                   |                 |        |
| 2020 | Silent Tokyo                        |                         |                 |        |
| 2021 | 99.9 Criminal Lawyer: The Movie     | Kyōhei Nagumo           |                 | [ 13 ] |
| 2021 | What Did You Eat Yesterday?         | Shirō Kakei             | Papel principal | [ 14 ] |
| 2021 | Caution, Hazardous Wife             | Yūki Isayama            |                 | [ 15 ] |
| 2021 | Drive My Car                        | Yūsuke Kafuku           | Papel principal | [ 16 ] |
| 2022 | Shin Ultraman                       |                         |                 | [ 17 ] |